# Балыкши
Балыкши́ (каз. Балықшы) — упразднённый посёлок в Атырауской области Казахстана. Находился в подчинении городской администрации Атырау. Бывший административный центр Балыкшинской поселковой администрации. Код КАТО — 231037100. Упразднён в 2013 году, фактически включен в состав города Атырау.

## География
Расположен на левом берегу реки Урал, в 4 км к югу от Атырау. Появился в 1937 году в связи со строительством рыбоконсервного комбината. В 1957—1988 и 1990—1997 годах центр Гурьевского (с 1966 — Балыкшинского) района.
Центр рыбной промышленности. Гурьевский рыбоконсервный комбинат, судоремонтный завод, комбинат стройматериалов. Рыбопромышленный техникум (ныне Атырауский морской рыбопромышленный колледж).

## Население
| 1939   | 1959    | 1970    | 1979    | 1989    | 1999    | 2009    |
| ------ | ------- | ------- | ------- | ------- | ------- | ------- |
| 13 323 | ↗16 798 | ↗22 397 | ↗22 617 | ↘16 885 | ↘11 207 | ↗12 954 |